# Kleine Pleiße (Markkleeberg)
Die Kleine Pleiße ist ein Wasserlauf, der durch Überschusswasser aus dem Markkleeberger See gespeist wird und in die Pleiße mündet. Sie ist zu unterscheiden von einem gleichnamigen Nebenarm der Pleiße bei Rötha. Wasserrechtlich handelt es sich um ein Gewässer II. Ordnung.

## Verlauf
Die Kleine Pleiße folgt über den größten Teil ihres Verlaufs dem alten Bett der Pleiße vor ihrer Verlegung 1969 infolge des voranschreitenden Braunkohletagebaus Espenhain, allerdings zumeist mit durch Zuschüttung verringertem Querschnitt.
Vom Auslaufbauwerk am Markkleeberger See kommend folgt ihr Lauf der westlichen Siedlungsgrenze von Markkleeberg-Ost. Es erfolgen Unterquerungen der Mühlstraße (Mühlbrücke), der S46 (Seenallee) sowie der Kirchstraße in Höhe des Pfarrhauses und der Alten Fischerei.  Sie durchfließt weiter den agra-Park Markkleeberg mit weiteren Wegeunterquerungen, worauf sie im Holz südlich der Mühlpleiße auf einer Länge von etwa 160 Metern zu Leipzig zählt. Kurz bevor sie in das Unterwasser des AGRA-Wehres mündet, unterquert sie die Bundesstraße 2 und in einen Düker die Mühlpleiße. Letztere wird vom Oberwasser des Wehres abgezweigt.

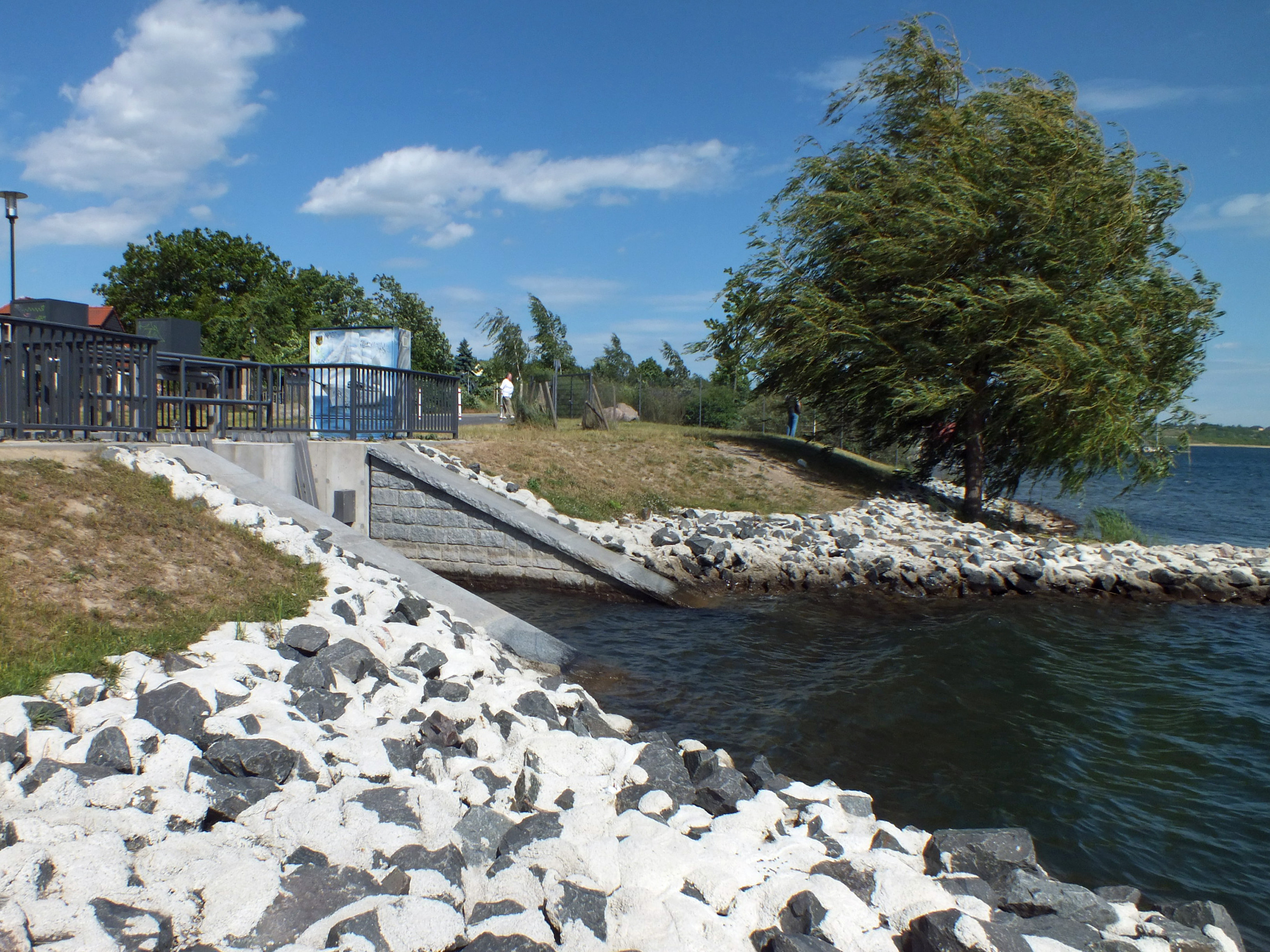
Das Auslaufbauwerk
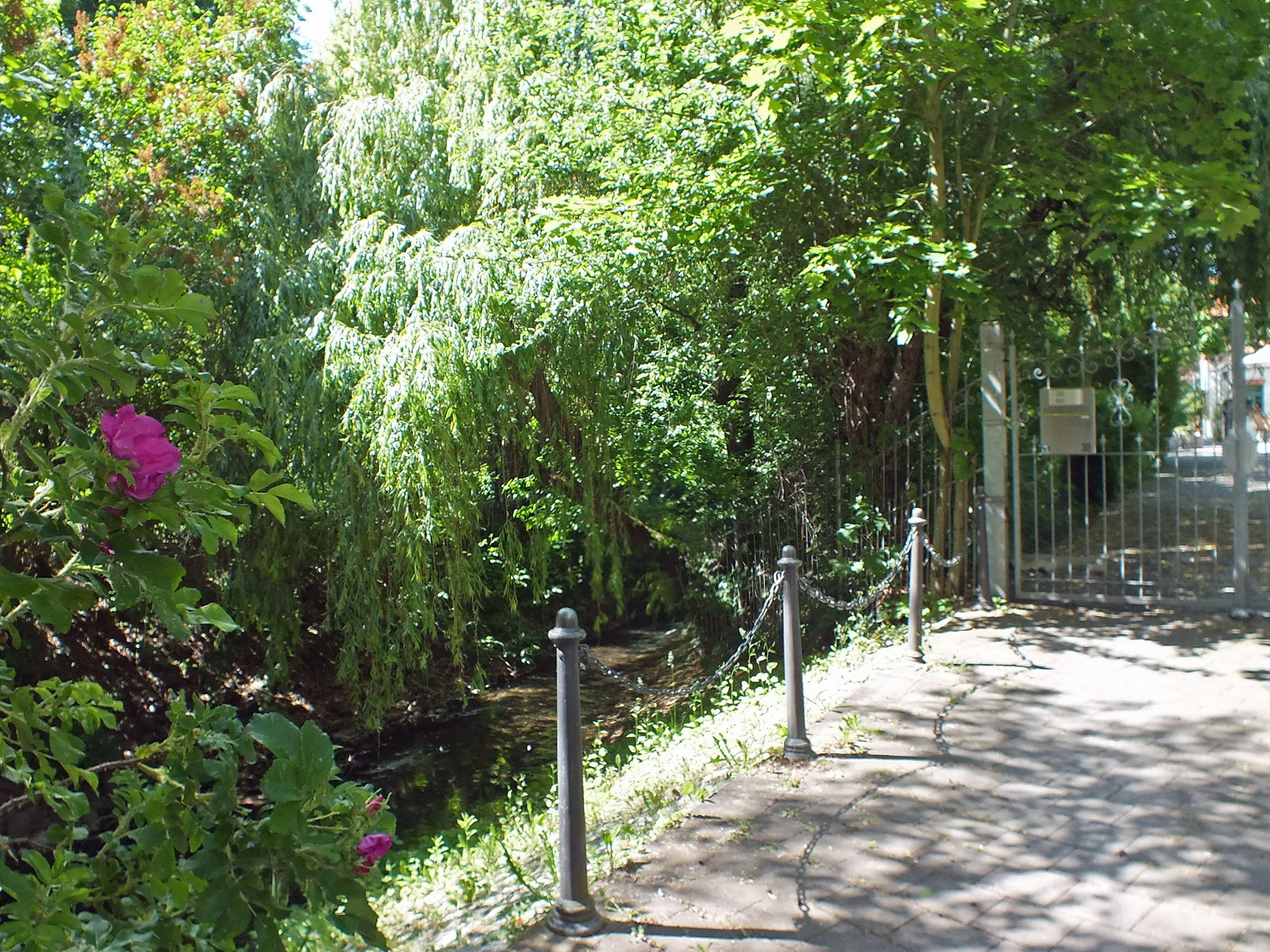
An der Kirchstraße
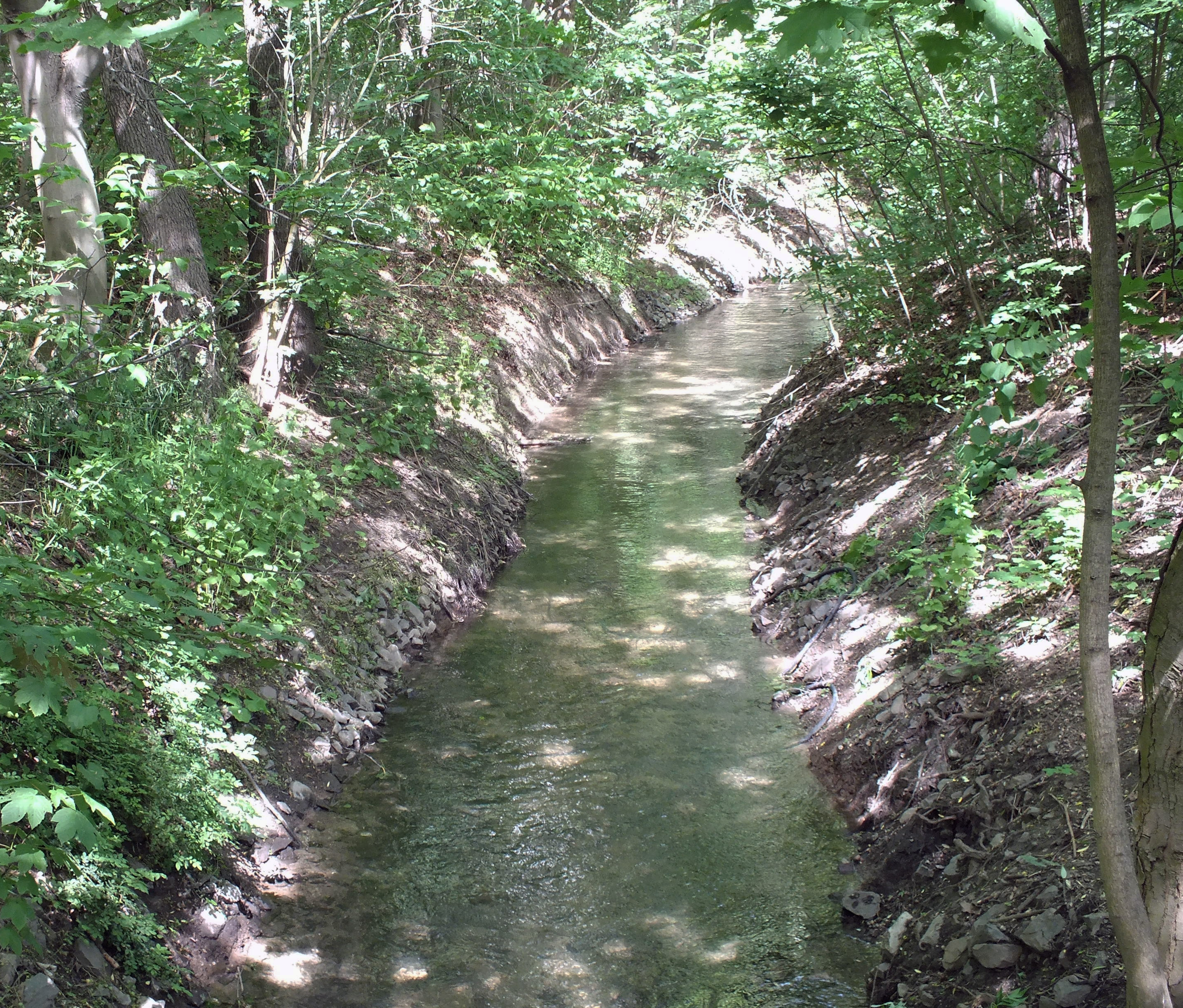
Im Agra-Park
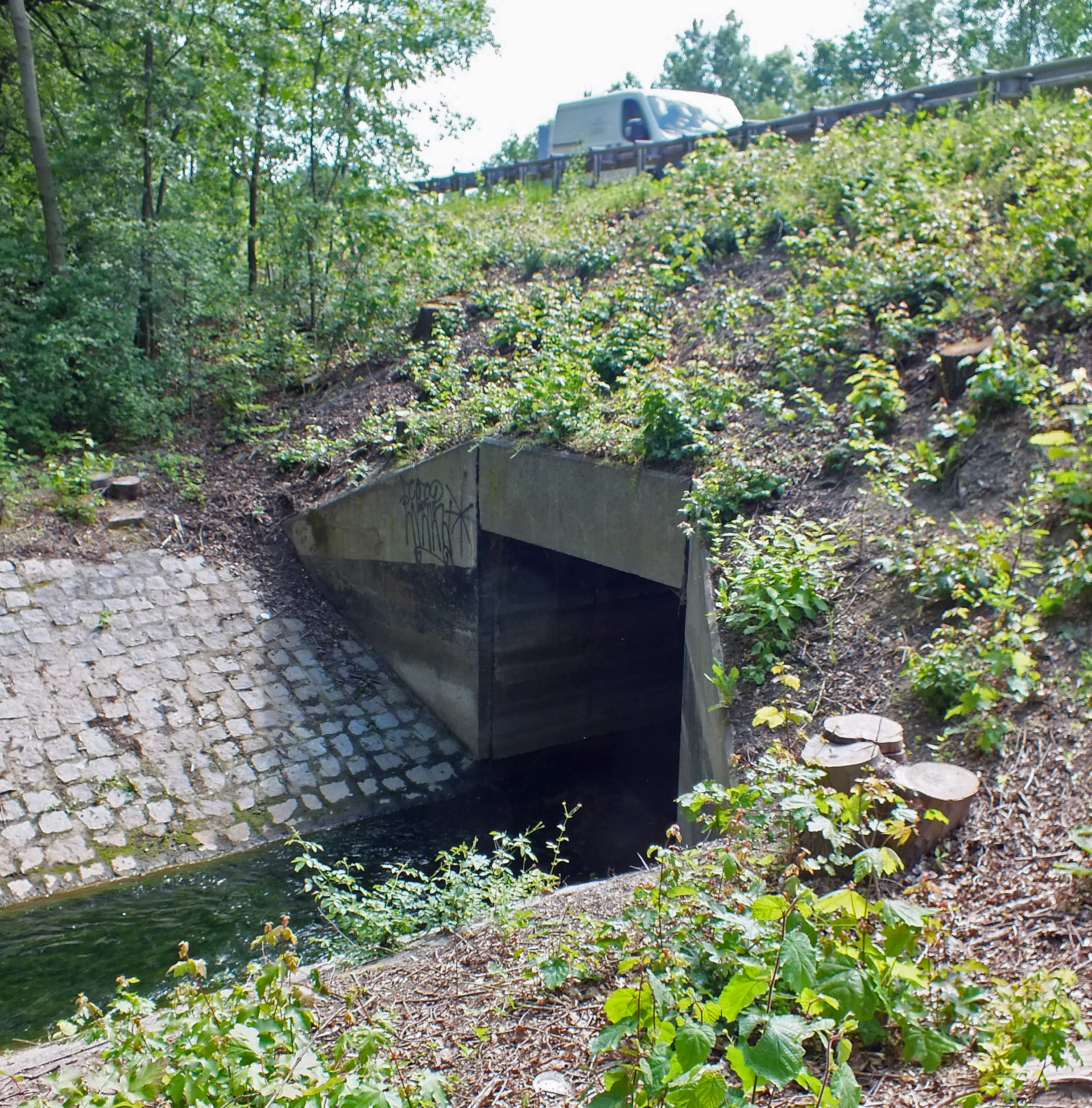
An der B2

## Nutzung
Neben der Gewährleistung des Ablaufs von Überschusswasser aus dem Markkleeberger See sollte die Kleine Pleiße auch für den touristischen Verkehr ausgebaut werden, um im Rahmen des Kurs 5 im Leipziger Gewässerverbund die schiffbare Verbindung von der Pleiße zum Markkleeberger See zu ermöglichen. Wegen verschiedener Nutzungskonflikte wurde diese Idee jedoch nicht weiter verfolgt, sondern eine zusätzliche Verbindung vom See zur Pleiße geplant, die auf 1,4 Kilometern zwischen Bundesstraße 2 und Kleiner Pleiße verlaufen soll. Dieser Abschnitt wird als Markkleeberger Wasserschlange bezeichnet.
Nach zehn Jahren Planung entschied die Steuerungsgruppe Leipziger Neeseenland am 28. September 2018, die bisherigen, 2,4 Millionen Euro teuren Planungen für die Wasserschlange nicht weiterzuverfolgen. Stattdessen sollen erneut Alternativvarianten geprüft werden. Zuvor hatte die Landesdirektion Sachsen in mehreren Punkten schwerwiegende Mängel festgestellt und eine Rücknahme der Planungen nahegelegt.
Bis Mitte 2014 wurde neben dem Auslaufbauwerk des Markkleeberger Sees eine Pumpstation errichtet. Wegen anhaltenden Niederschlagsmangels begann die LMBV im Juli 2018 erstmals, bis zu 1,5 Millionen Kubikmeter Wasser aus dem Störmthaler See über den Markkleeberger See in die Kleine Pleiße zu pumpen, um die Durchflussmenge im Gewässerknoten Leipzig zu erhöhen.